# Торренова
Торренова (італ. Torrenova, сиц. Turrinova) — муніципалітет в Італії, у регіоні Сицилія,  метрополійне місто Мессіна.
Торренова розташована на відстані близько 470 км на південний схід від Рима, 120 км на схід від Палермо, 80 км на захід від Мессіни.
Населення — 4359 осіб (2014).

## Демографія
Населення за роками:

Станом на 1 січня 2023 року в муніципалітеті офіційно проживали 172 іноземці з 21 країни, серед них 90 громадян країн Євросоюзу.

## Сусідні муніципалітети
- Капо-д'Орландо
- Капрі-Леоне
- Мілітелло-Розмарино
- Сан-Марко-д'Алунціо
- Сант'Агата-ді-Мілітелло